# Sarcòfag dogmàtic

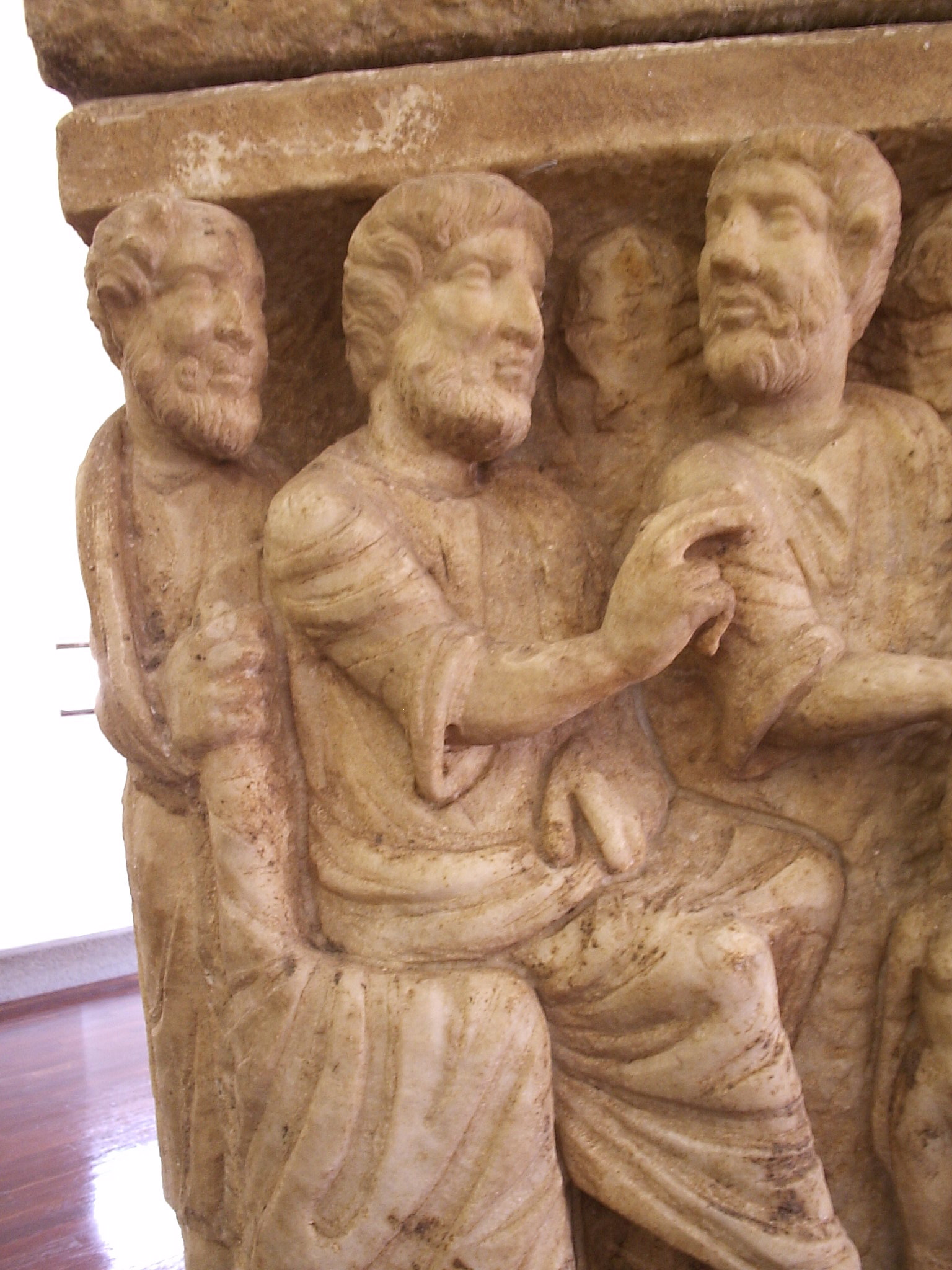
Representació de la Trinitat en el moment de la creació d'Eva

L'anomenat sarcòfag dogmàtic és un sarcòfag romà del s. IV de conservat als Museus Vaticans. Fou trobat durant els treballs de reconstrucció de la basílica de Sant Pau Extramurs del s. XIX. Representa un dels més important exemples, juntament amb el sarcòfag de Juni Anni Bas, d'escultures amb temàtica cristiana de l'època constantiniana.
Deu el seu nom a les referències evidents als dogmes del concili de Nicea (325).
La part frontal es divideix en dues bandes, segons el costum de l'època, amb històries de l'Antic i del Nou Testament i un clipeu central amb forma de petxina, dins del qual hi ha el retrat de dos difunts abraçats que duen vestits matrimonials, típics del s. IV (túnica, dalmàtica i toga contabulata per a ell, que duu a la mà un rètol; i túnica i pal·li per a ella, que duu trenes). Els caps només estan esbossats i testifiquen així com no hi hagué temps o voluntat de personalitzar el sarcòfag.
A la banda superior s'han representat cinc episodis: dos del Gènesi i tres miracles de Crist.
A la banda inferior hi ha sis episodis, un de relacionat amb el naixement de Crist, dos de bíblics i tres referits a sant Pere.
Gràcies als vestits i al pentinat masculí (a part dels de Crist i Pere) es pot datar el sarcòfag entre el 330 i el 340. També l'estil ens condueix a aquell període, amb figures rabassudes, desquadrades i encara privades de detalls decoratius cal·ligràfics. Els caps tenen una sòlida volumetria desquadrada. Es noten ressons d'aquella factura «plebea» de l'art oficial, fins a tal punt que s'ha conjecturat que el sarcòfag podria ser obra del mateix taller que realitzà els relleus de l'Arc de Constantí, tot i que ací es troben ja els signes d'aquell classicisme propi de la classe dirigent que es va manifestar després.